# جاك أبيل
جاك أبيل (بالإنجليزية: Jack Abel)‏ هو فنان قصص مصورة أمريكي، ولد في 15 يوليو 1927 في نيويورك في الولايات المتحدة، وتوفي في 6 مارس 1996.